# Курский кремль
Курский кремль — древняя укреплённая часть Курска у впадения Кура в Тускарь.

## Древнерусский детинец
Первый детинец Курска был построен в конце X или в начале XI века на месте более древнего поселения роменской культуры. Его площадь составляла 8 га, таким образом город являлся одним из мощнейших форпостов на юго-восточной границе Руси. Находка 54 свинцовых пломб дрогичинского типа XII века свидетельствует о нахождении здесь военно-административного центра. Крепость неоднократно подвергалась нападениям половцев, но не была ими взята. По мнению А. В. Зорина, город запустел в середине XVI века. Древнерусское городище изучалось Ю. А. Липкингом, В. В. Енуковым и другими учёными.

## Крепость XVI—XVIII веков

### История
В 1596 году «на старом на Курском городище» была возведена новая крепость, в которую по распоряжению царя Бориса Годунова переселили людей для «воинской службы и иных дел государственной важности». Руководителями строительства выступили воеводы Иван Полев и Нелюб Огарёв. К 1603 году Курск превратился в крупный военно-административный и хозяйственный центр обширной территории на юге страны. Курской крепости отводилась особо важная роль, поскольку в этих местах крымские татары, совершавшие регулярные набеги на Русь, традиционно переправлялись через реку Сейм, а восточнее города проходила их главная дорога — Муравский шлях. О значимости Курской крепости говорит тот факт, что в первой половине XVII века по численности гарнизона она значительно превосходила другие города юга России. Так, например, в 1616 году в курском гарнизоне насчитывалось 1600 человек.
В Смутное время Курский кремль выдержал польские осады 1612 и 1616 годов. В благодарность за спасение во время осады 1612 года, приписываемое небесному заступничеству, куряне основали в кремле Знаменский монастырь. На заключительном этапе Смоленской войны в 1634 году Курск подвергся ещё одному рейду польских войск под руководством Иеремии Вишневецкого. Осада 1634 года, продолжавшаяся несколько дней, также не имела успеха для поляков. Неоднократно нападали на город крымские татары и ногайцы, но крепость так и не была взята. Деревянный кремль сильно пострадал от пожара в 1781 году и в силу утраты прежнего военно-стратегического значения больше не восстанавливался. Валы кремля в скором времени были уничтожены по распоряжению генерал-губернатора А. А. Прозоровского.

### Укрепления и внутренние строения
В плане крепость Курска представляла собой треугольник. С северной стороны её защищали деревянные стены и три башни — Красная у реки Тускарь, проездная Пятницкая в центре и Никитская с северо-западной стороны. Перед северной стеной проходил овраг, заменявший крепостной ров. Над берегом реки Тускарь возвышались ещё две башни — Тускарная и Въездная. Южную стрелку мыса защищал земляной бастион под названием Белград. Внизу, близ устья Кура, его откосы были облицованы камнем. Дополнительно в самом кремле располагался Знаменский монастырь с высокой каменной стеной, который являлся мощным оборонительным сооружением. К остальным кремлёвским постройкам относились канцелярия, архиерейский дом, тюрьма, магистратский двор и мастерские. Никаких кремлёвских сооружений не сохранилось.

## Крепость в XXI веке

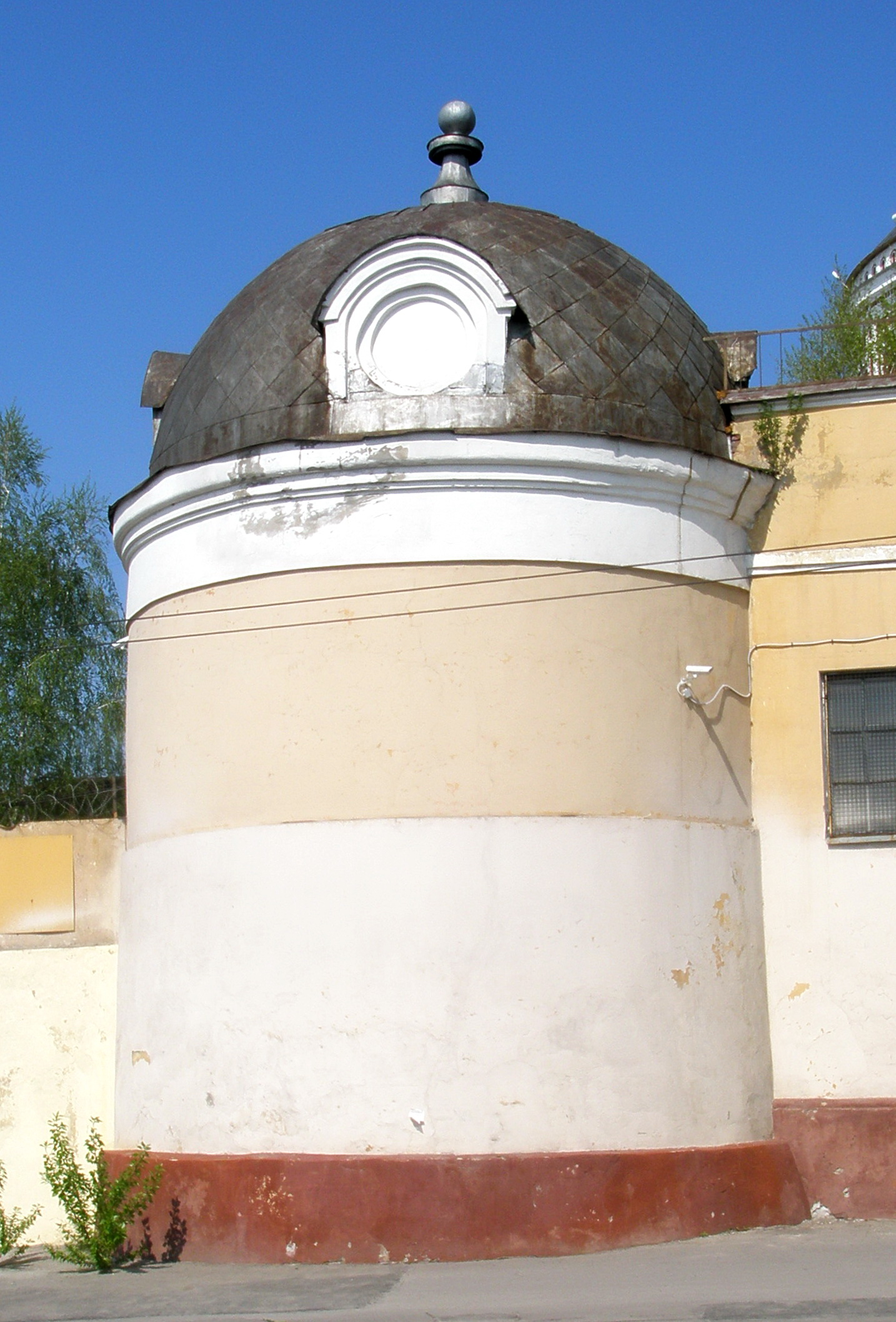
Башня монастырской ограды, возведенная в конце XVIII века, является единственной дошедшей до наших дней постройкой времён существования крепости

В ходе подготовки к празднованию в 1000-летия Курска, которое будет отмечаться в 2032 году, начали подготовительные работы по восстановлению исторических зданий на территории бывшей крепости. Планируется восстановить несколько ключевых объектов, остатки монастыря — башню ограды и братский корпус, а также здания мужской гимназии, бывшего окружного суда и бывшего дворянского собрания. 
В ходе обсуждений проекта реконструкции возникла дискуссия об именовании исторического центра Курска, предложенное  командой губернатора Романа Старовойта название «Курский детинец» вызвало возражения местных исследователей и активистов, в итоге было принято решение использовать термин «Курская крепость». 

## Галерея

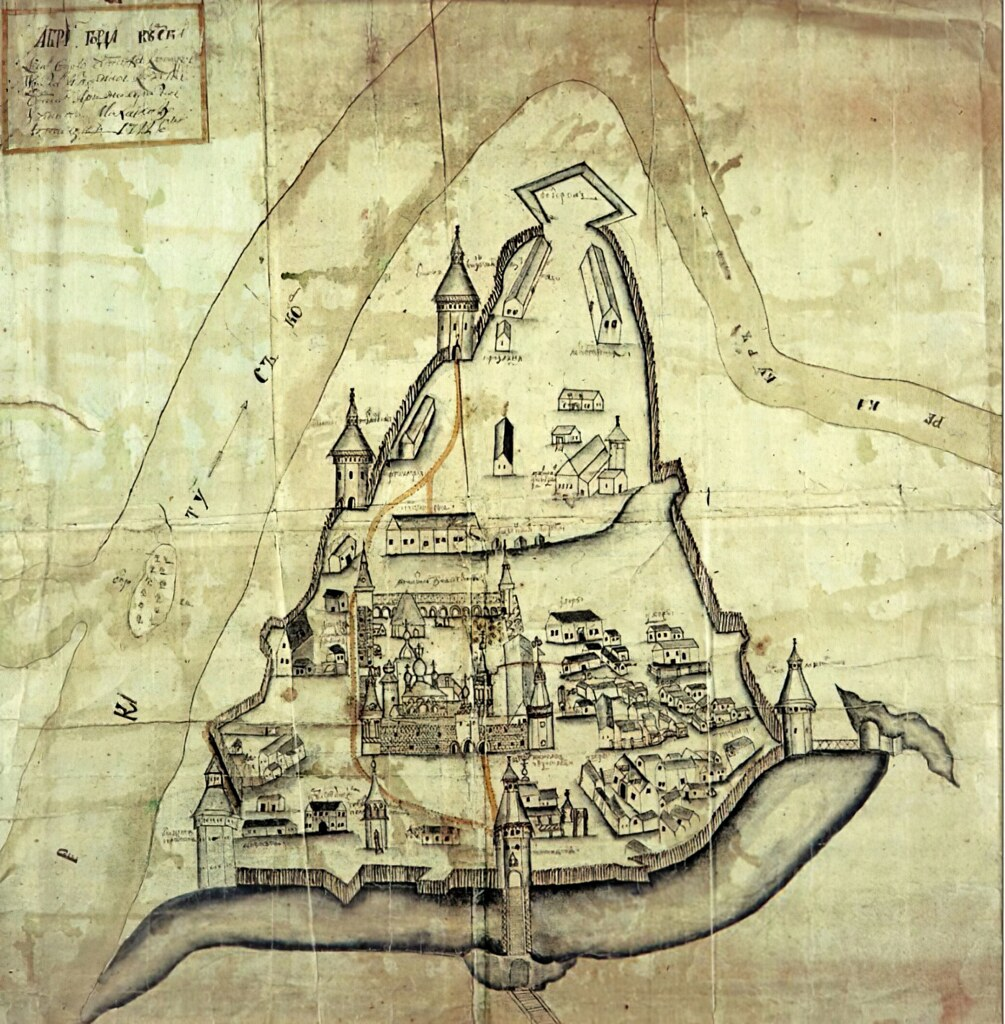
«Абрис города Курска». 1722 год
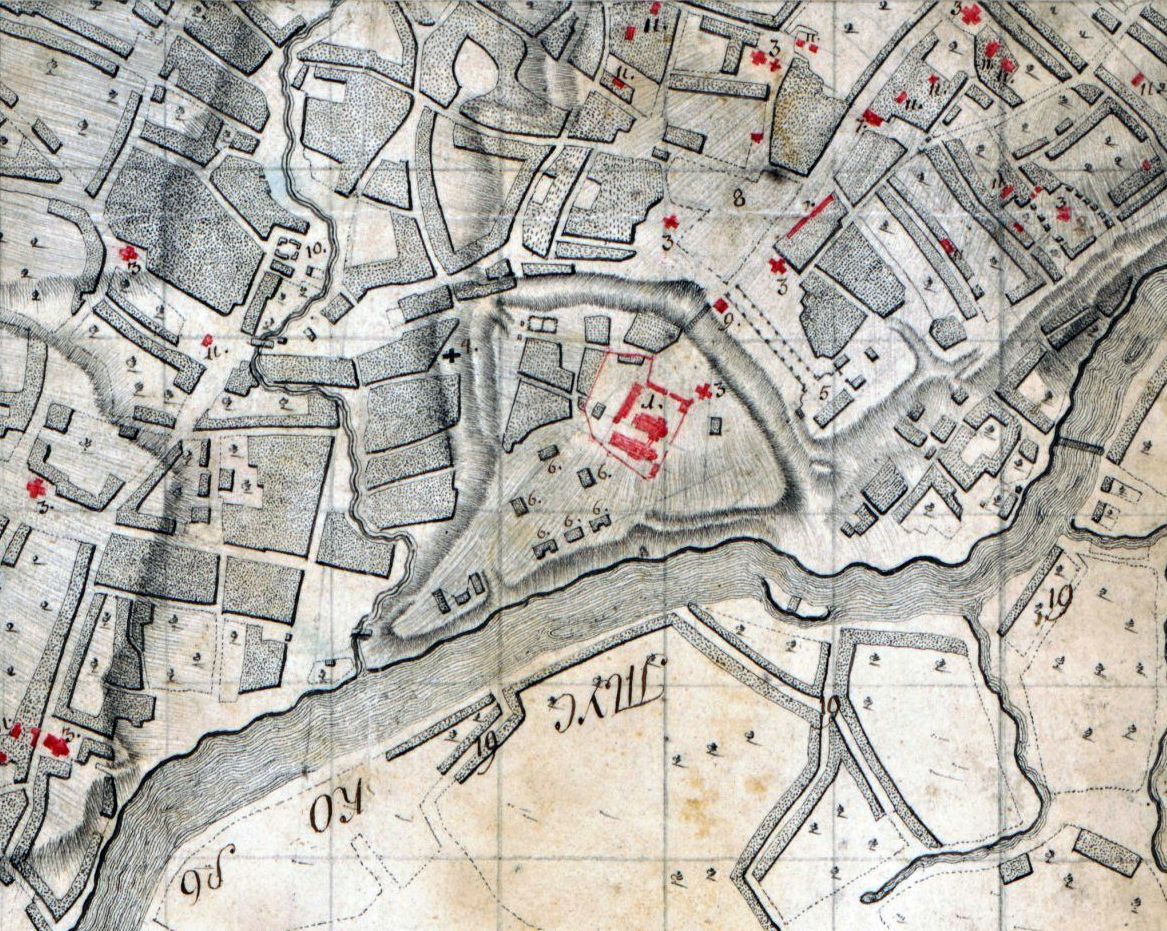
Остатки Курской крепости. 80-е годы XVIII века